# Kentropyx altamazonica
Kentropyx altamazonica là một loài thằn lằn trong họ Teiidae. Loài này được Cope mô tả khoa học đầu tiên năm 1876.